# Hațegana
Hațegana falu Romániában, Erdélyben, Fehér megyében. Közigazgatásilag Alvinc községhez tartozik.

## Fekvése
Borsómező közelében fekvő település.

## Története
Haţegana korábban Borsómező része volt, 1956 körül vált külön, ekkor 138 lakosa volt.
1966-ban 118, 1977-ben 80, 1992-ben 48, 2002-ben pedig 31 román lakosa volt.